# Canoe Lake 165
Canoe Lake 165 är ett reservat i Kanada.   Det ligger i provinsen Saskatchewan, i den centrala delen av landet, 2 500 km väster om huvudstaden Ottawa.
I omgivningarna runt Canoe Lake 165 växer i huvudsak blandskog. Trakten runt Canoe Lake 165 är nära nog obefolkad, med mindre än två invånare per kvadratkilometer.